# 12 janvier 1978
Le jeudi 12 janvier 1978 est le 12e jour de l'année 1978.

## Naissances
- Antoine Giret, pilote français de char à voile
- Bonaventure Kalou, footballeur ivoirien
- Bouchaib El Moubarki, footballeur international marocain
- David Worrell, footballeur irlandais
- Jacob Nielsen, coureur cycliste et manager général danois
- Jang Sung-ho, judoka sud-coréen
- Jeremy Camp, chanteur américain
- Josef Boumedienne, joueur professionnel de hockey sur glace bi-national suédois et finlandais
- Kada Kechamli, joueur de football algérien
- Kim Sa-rang, actrice sud-coréenne
- Kristopher Lee Roe, chanteur de rock américain
- Lucélia Ribeiro, karatéka brésilienne
- Luis Ayala, lanceur de relève droitier au baseball mexicain
- Marc Werlen, joueur professionnel de hockey sur glace suisse
- Maurizio Zaffiri, joueur de rugby italien
- Oksana Zbrozhek, athlète russe
- Santiago Hirsig, footballeur argentin
- Stephen Abas, lutteur américain
- Steve Brinkman, joueur canadien de volley-ball
- Tom Flammang, coureur cycliste luxembourgeois et directeur sportif

## Décès
- Déodat Roché (né le 13 décembre 1877), magistrat, philosophe, anthroposophe, franc-maçon et historien du catharisme français
- Marcel Bascoulard (né le 10 février 1913), dessinateur et poète français
- Nikolaï Pintchouk (né le 4 février 1921), aviateur soviétique
- Pierre de Félice (né le 13 décembre 1896), personnalité politique française